# مات لايت
مات لايت (بالإنجليزية: Matt Light)‏ هو لاعب كرة قدم أمريكية أمريكي، ولد في 23 يونيو 1978 في غرينفيل في الولايات المتحدة.

## وصلات خارجية
- مات لايت على موقع مرجع كرة القدم المحترفة.كوم (الإنجليزية)